# ليوبولد هوفمان (ملحن)
ليوبولد هوفمان (بالألمانية: Leopold Hofmann)‏ هو موزع وملحن نمساوي، ولد في 14 أغسطس 1738 في فيينا في النمسا، وتوفي بنفس المكان في 17 مارس 1793.

## وصلات خارجية
- ليوبولد هوفمان على موقع ميوزك برينز (الإنجليزية)
- ليوبولد هوفمان على موقع ديسكوغز (الإنجليزية)